# Karmakanic: Live in the US
Karmakanic: Live in the US is een livealbum van de Zweedse band Karmakanic. Opnamen vonden plaats in het kader van promotie van het studioalbum In a perfect world in de Verenigde Staten. De muziekgroep speelde daartoe op het Rosfest (festival voor progressieve rock) in Gettysburg (Pennsylvania), 4 mei 2012.

## Musici
- Jonas Reingold – basgitaar, baspedalen, zang
- Göran Edman – zang
- Lalle Larsson – toetsinstrumenten, zang
- Nils Erikson – toetsinstrumenten, zang
- Krister Jonsson – gitaar
- Morgan Ågren – slagwerk

## Muziek
| Nr. | Titel                       | Duur  |
| --- | --------------------------- | ----- |
| 1.  | When the world is caving in | 8:42  |
| 2.  | Where earth meets the sky   | 14:25 |
| 3.  | Turn it up                  | 7:08  |
| 4.  | Do u tango                  | 14:38 |
| 5.  | 1969                        | 14:38 |
| 6.  | Eternally                   | 9:31  |

| Nr. | Titel                                        | Duur  |
| --- | -------------------------------------------- | ----- |
| 1.  | Send a message from the heart                | 21:51 |
| 2.  | Undertow/When the world is caving in reprise | 9:40  |

Undertow is een cover van het gelijknamige nummer van Genesis van het studioalbum ...And then there were three....